# Cmentarz Osobowicki
Cmentarz Osobowicki – cmentarz komunalny, założony w 1867, kilkakrotnie powiększany, obecnie największy cmentarz Wrocławia o pow. 52 ha. Znajduje się przy ul. Osobowickiej 47–59 (niem. Oswitzerstraße lub Oswitzer Weg).

## Historia
Cmentarz powstał na terenie – niegdyś zaliczanym do wsi Rosenthal (Różanka) – dawnych pól i miejskich pastwisk, zwanych prawdopodobnie od nazwiska byłego właściciela tych gruntów Polinke Acker – Polankowe Pola. Grunty te przyłączono do miasta już w 1808, podczas gdy resztę Różanki dopiero 120 lat później. Ówczesna dziewiętnastowieczna lokalizacja cmentarza wybrana została m.in. ze względu na dość wygodny dojazd/dojście z miasta istniejącym tutaj mostem Groszowym (Gröschelbrücke, 30 lat później zastąpionym dzisiejszym mostem Osobowickim, zlokalizowanym w nowym miejscu, około 700 metrów na wschód, znacznie dalej od cmentarza), a z drugiej strony ze względu na położenie poza miastem w okolicy, która w tamtych czasach nie była planowana pod zabudowę lub uprawy. W latach 1920–1921 w zachodniej części cmentarza wybudowano kaplicę cmentarną zaprojektowaną przez Maksa Berga. 

## Pochówki sprzed 1945
Na cmentarzu znajduje się ok. 40 grobów sprzed 1945, w tym najstarszy jest grób ze stellą z 1879 szachisty Adolfa Anderssena. Zachował się także nagrobek z postacią kobiecą z 1895.
Na polu „D” jest kwatera żołnierzy poległych w latach 1914–1918, z żeliwnymi krzyżami szeregowców i podoficerów oraz kamiennymi oficerów, w centrum trzy wysokie drewniane krzyże ustawione w 1993.
Kolejne kwatery poległych w I wojnie światowej znajdują się przed kaplicą na polach 86 i 87 mają po jednym krzyżu. Przed samą kaplicą znajduje się symboliczny pomnik w postaci trzech kamiennych sylwetek z każdej strony, wystawiony w 1992.

## Pochówki i pomniki zaistniałe po 1945
Po prawej stronie głównej alei, prowadzącej do kaplicy pogrzebowej 1921, stoi symboliczny krzyż katyński – pomnik pomordowanych na wschodzie Polaków.
Po zachodniej stronie alei na polach 24 i 42 znajduje się kwatera zasłużonych, na której spoczywają profesorowie, politycy, artyści, oficerowie. Znajduje się tutaj też granitowy pomnik Żołnierzy KBW z 1965, a nieco dalej na północy piaskowcowy obelisk Funkcjonariuszy MO oraz Policji, z wmurowanymi tablicami upamiętniającymi także policjantów sprzed II wojny światowej.
Po wschodniej stronie alei, na polu 41, mieszczą się okazałe kaplice grobowe Romów z rodziny Łakatoszów. Po lewej stronie stoi symboliczny drewniany krzyż cmentarny z dużą drewnianą figurą Chrystusa.
Na polu 79 na północny wschód od kaplicy znajduje się kolejna kwatera zasłużonych, kamienny pomnik z napisem: Zasłużonym w 40 rocznicę powrotu Ziem Zachodnich i Północnych do Macierzy. Społeczeństwo Wrocławia 1985.
Na polu 119 na północny wschód od kaplicy jest kwatera kombatantów z pomnikiem w kształcie Krzyża Walecznych, między trzema kamiennymi kolumnami i napisami na tablicach: Trzy kolumny symbolizują: Siły zbrojne, Ruch Oporu, Martyrologię obozów koncentracyjnych. Wybudowane w czynie społecznym przez członków koła ZBoWiD Kleczków. Wrocław Psie Pole w latach 1978–1989.
Obok na polu 120 znajduje się kwatera bezimiennych ofiar stalinizmu, mieszcząca groby pomordowanych w więzieniach i straconych żołnierzy podziemia niepodległościowego oraz żołnierzy Polskich Sił Zbrojnych na Zachodzie. Dalszy ciąg tych kwater znajduje się na polu 81a, gdzie na skraju ustawiono niewielki symboliczny krzyż. Tutaj zwraca uwagę pomnik pilota Wiktora Komorowskiego zamęczonego w 1952, zrehabilitowanego w 1989 i jego synów Jerzego i Bogdana straconych w 1954, zrehabilitowanych w 1992. Znaleziono ślady ok. 350 grobów. Około 500 pozostałych grobów znajdowało się prawdopodobnie w dawnych kwaterach 77, 91 i 102, przekazanych do pochówków. Dlatego planuje się ekshumacje w kwaterach 77, 91, 102, 91a i 92. Wśród pochowanych byli także Niemcy, w tym zbrodniarze wojenni.
Pole „M” na północny zachód od kaplicy to kwatera muzułmanów, w której nagrobki oznaczone są symbolem półksiężyca. Groby zostały usytuowane w taki sposób, aby zmarli leżeli twarzą w kierunku Mekki. 
W kwaterze 2, przy bramie środkowej, jest fragment starego muru zewnętrznego, na którym zachowały się pozostałości pomników nagrobnych z początku XX w., obecnie w większości ponownie wykorzystanych. Naprzeciw tych grobowców rośnie około 100-letni platan klonolistny o obwodzie około 360 cm wysokości około 28 m.

## Znane osoby pochowane na cmentarzu
- Adolf Anderssen (1818–1879) – szachista światowej sławy
- Zdzisław Balicki (1930–1995) – działacz komunistyczny, polityk
- George Bidwell (1905–1989) – pisarz
- Jan Boć (1939–2017) – prawnik administratywista, profesor Uniwersytetu Wrocławskiego
- Jerzy Boroń (1924–1986) – artysta rzeźbiarz
- gen. Edmund Buła (1926–2012) – żołnierz kontrwywiadu wojskowego, szef WSW
- Halina Buyno-Łoza (1907–1991) – aktorka teatralna i filmowa
- Romuald Cabaj (1921–1968) – pisarz
- Ryszard Cieślak (1937–1990) – aktor Teatru Laboratorium
- prof. Juliusz Demel (1921–1991) – historyk, wykładowca Uniwersytetu Wrocławskiego
- Władysław Dłużniewski ps. „Gołąb” (1927–2014) – żołnierz NSZ, prezes okręgu dolnośląskiego ZŻNSZ
- prof. Józef Dudek (1939–2008) – matematyk, wykładowca Uniwersytetu Wrocławskiego, pomysłodawca cyklicznych spotkań gromadzących wrocławską inteligencję – „Salonu Profesora Dudka”
- por. Stanisław Dydo (1922–1948) – oficer AK, stracony w więzieniu na Kleczkowie
- Zygmunt Garłowski (1949–2008) – piłkarz
- Eugeniusz Get-Stankiewicz (1942–2011) – artysta grafik, rzeźbiarz
- Wiktor Grotowicz (1919–1985) – aktor
- Antoni Gucwiński (1932–2021) – polski lekarz weterynarii, zootechnik i dziennikarz, doktor nauk weterynaryjnych, wieloletni dyrektor Ogrodu Zoologicznego we Wrocławiu w latach 1966–2006.
- Hanna Gucwińska (1932–2023) – polska zootechnik, osobowość telewizyjna i posłanka na Sejm RP w latach 2001–2005.
- Józef Hałas (1927–2015) – malarz
- Zbigniew Hałat (1950-2022) – lekarz epidemiolog[6]
- prof. Marian Haisig (1908–1996) – historyk, wykładowca Uniwersytetu Wrocławskiego
- prof. Włodzimierz Hołubowicz (1908–1962) – archeolog, badacz pradziejów Ślęży
- prof. Andrzej Hulanicki (1933–2008) – matematyk, członek rzeczywisty PAN
- Henryk Hunko (1924–1985) – aktor
- prof. Bolesław Iwaszkiewicz (1900–1983) – matematyk, polityk, przewodniczący Miejskiej Rady Narodowej Wrocławia
- mjr Alfons Jabłoński (1899–1946) – oficer AK, ostatni szef sztabu Komendy Okręgu Lwowskiego AK „Nie”
- Anna Jerzmańska (1928–2003) – paleontolog, profesor Uniwersytetu Wrocławskiego
- prof. Bogusława Jeżowska-Trzebiatowska (1908–1991) – fizykochemik, wykładowca Uniwersytetu Wrocławskiego
- Franciszek Juszczak (1889–1976) – działacz Związku Polaków w Niemczech
- Zdzisław Karczewski (1903–1970) – aktor teatralny i filmowy, reżyser
- Tymoteusz Karpowicz (1921–2005) – poeta, pisarz, dramaturg
- Janusz Kierzkowski (1947–2011) – kolarz torowy, brązowy medalista olimpijski z Meksyku
- prof. Adolf Kisza (1934–2015) – elektrochemik, wykładowca Uniwersytetu Wrocławskiego
- por. Jan Klamut (1913–1948) – oficer AK, stracony w więzieniu na Kleczkowie
- Kazimierz Klimczewski (1928–2009) – architekt
- prof. Mieczysław Klimowicz (1919–2008) – historyk literatury, profesor i rektor Uniwersytetu Wrocławskiego
- prof. Ryszard Kocięba (1933–2005) – chirurg, pionier replantacji kończyn w Polsce
- prof. Stanisław Kolbuszewski (1901–1965) – literaturoznawca, wykładowca Uniwersytetu Wrocławskiego
- Czesław Kołodyński (1941–2014) – lekkoatleta, brązowy medalista Mistrzostw Polski 1967 w biegach przełajowych, trener, sędzia lekkoatletyki
- prof. Tadeusz Łobos (1938–2014) – inżynier elektryk, wykładowca Politechniki Wrocławskiej, laureat Nagrody Humboldta
- płk prof. Ryszard Majewski (1931–2007) – historyk wojskowości, autor licznych publikacji o Festung Breslau
- prof. Ewa Maleczyńska (1900–1972) – historyk, wykładowca Uniwersytetu Wrocławskiego
- prof. Karol Maleczyński (1897–1968) – historyk, wykładowca Uniwersytetu Wrocławskiego
- mjr Ludwik Marszałek (1912–1948) – oficer AK, stracony w więzieniu na Kleczkowie
- Iga Mayr-Karczewska (1921–2001) – aktorka teatralna i filmowa
- prof. Danuta Misińska (1934–2011) – ekonomista, wykładowca Uniwersytetu Ekonomicznego
- prof. Ryszard Natusiewicz (1927–2008) – architekt, wykładowca Politechniki Wrocławskiej
- prof. Władysław Nehring (1830–1909) – filolog, historyk, profesor i rektor Uniwersytetu Wrocławskiego
- Artur Olech (1940–2010) – bokser, dwukrotny wicemistrz olimpijski z Tokio i Meksyku
- Zbigniew Olech (1940–2008) – bokser
- prof. Bernhard Patzak (1873–1933) – historyk sztuki, profesor Uniwersytetu Wrocławskiego
- Aleksandra Pijanowska-Adamczyk (1922–2022) – poetka, partyzantka
- Włodzimierz Plaskota (1933–2005) – muzyk, kabareciarz
- gen. Henryk Rapacewicz (1926–1991) – oficer LWP
- prof. Henryk Rot (1926–1995) – prawnik, wykładowca Uniwersytetu Wrocławskiego, senator RP
- płk Jan Rutkowski (1900–1984) – oficer LWP, działacz komunistyczny
- Stanisław Ryniak (1915–2004) – architekt, pierwszy polski więzień obozu KL Auschwitz
- Leszek Sawicki (1928-2017) - lwowianin, geolog
- Lilian Seymour-Tułasiewicz (1913–2003) – pisarka
- Władysław Sidorowicz (1945–2014) – lekarz, minister zdrowia i opieki społecznej
- Stanisław Szozda (1950–2013) – kolarz szosowy, drużynowy Mistrz Świata 1973, 1975; drużynowy wicemistrz olimpijski z Monachium (1972) i Montrealu (1976)
- Tadeusz Szymków (1958–2009) – aktor teatralny i filmowy
- prof. Włodzimierz Trzebiatowski (1906–1982) – chemik, wykładowca Uniwersytetu Wrocławskiego
- Kazimierz Wojtowicz ps. „Głóg” (1913–1996) – uczestnik kampanii wrześniowej, oficer AK, dowódca obrony Hanaczowa
- Wacław Zdanowicz (1891–1958) – aktor teatralny i filmowy

## Galeria zdjęć

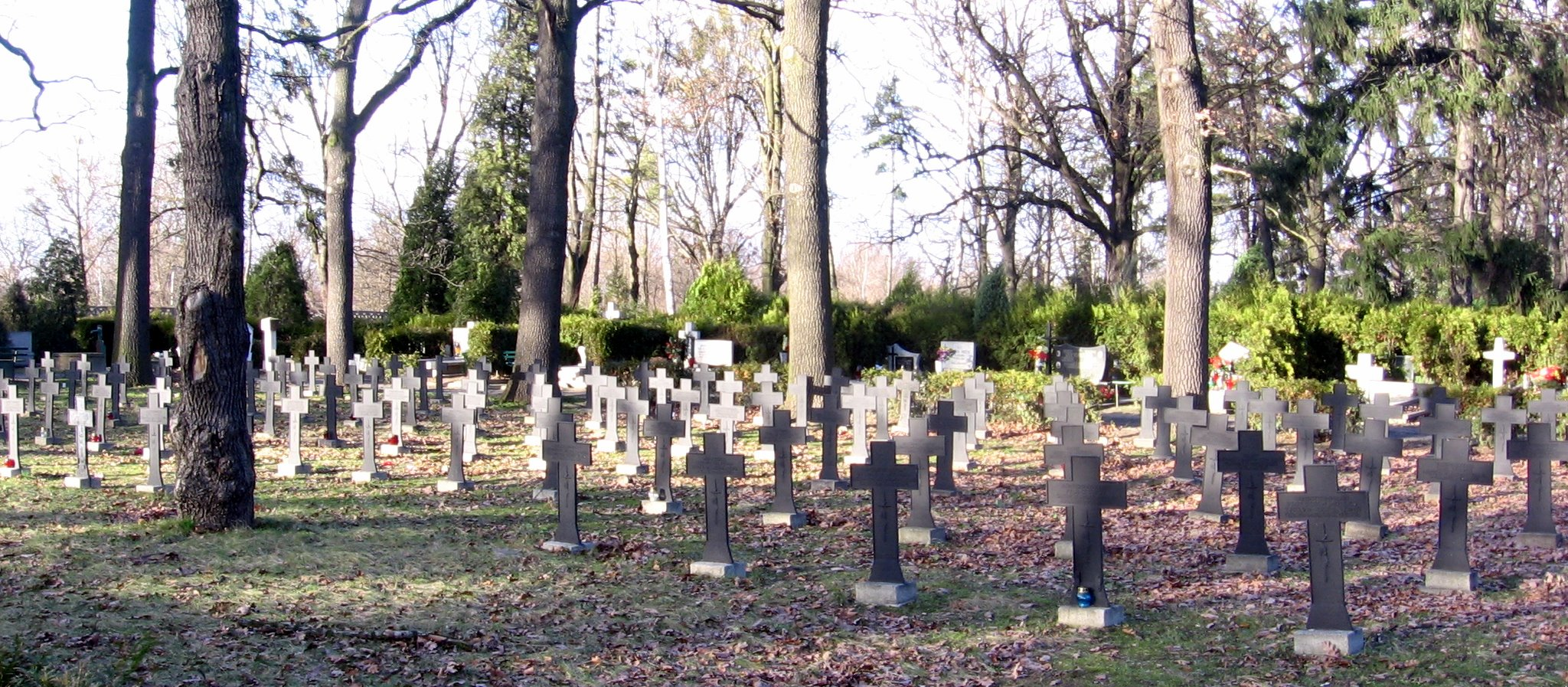
Groby żołnierzy niemieckich poległych podczas I wojny światowej – stan w 2007
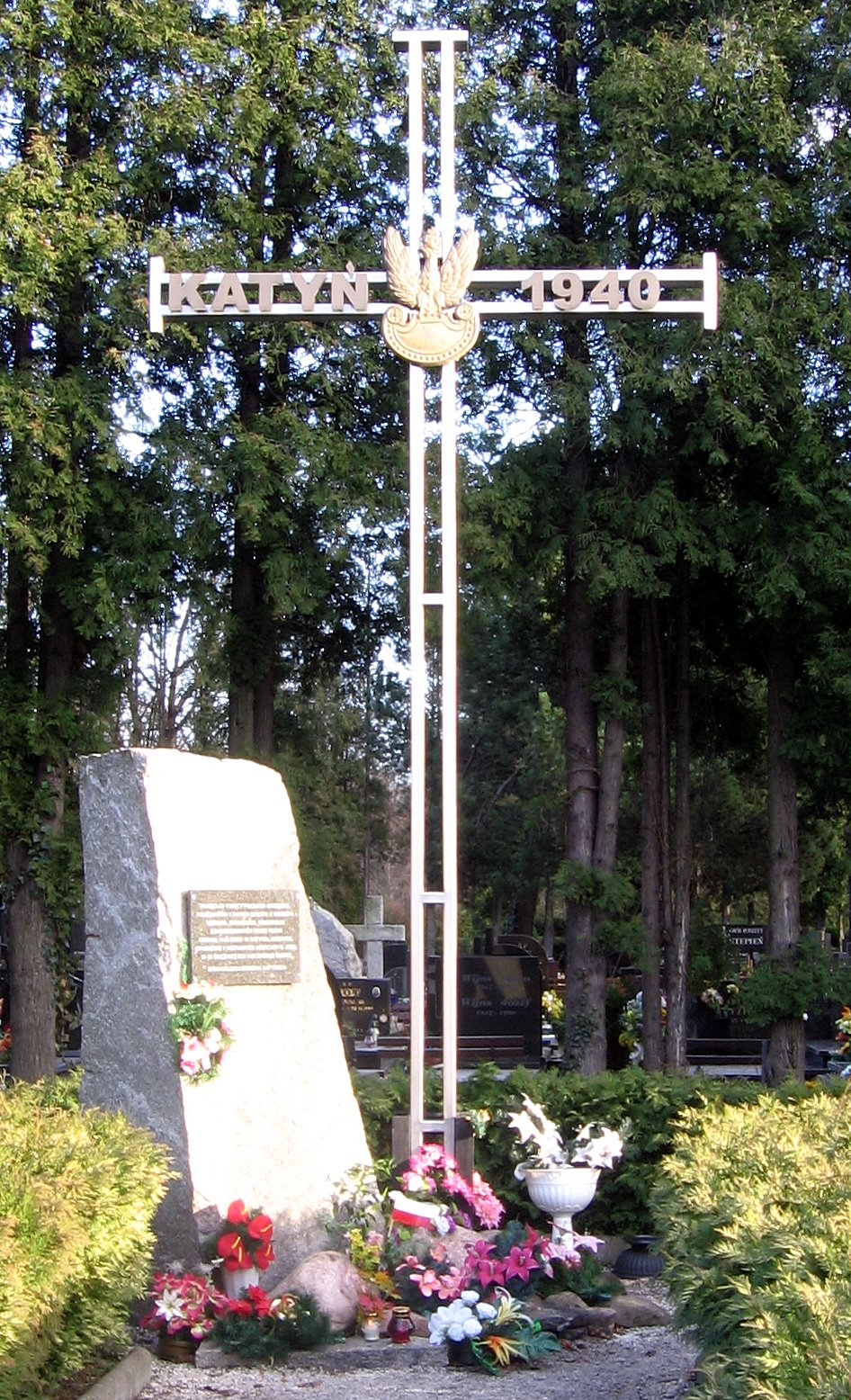
Krzyż Katyński
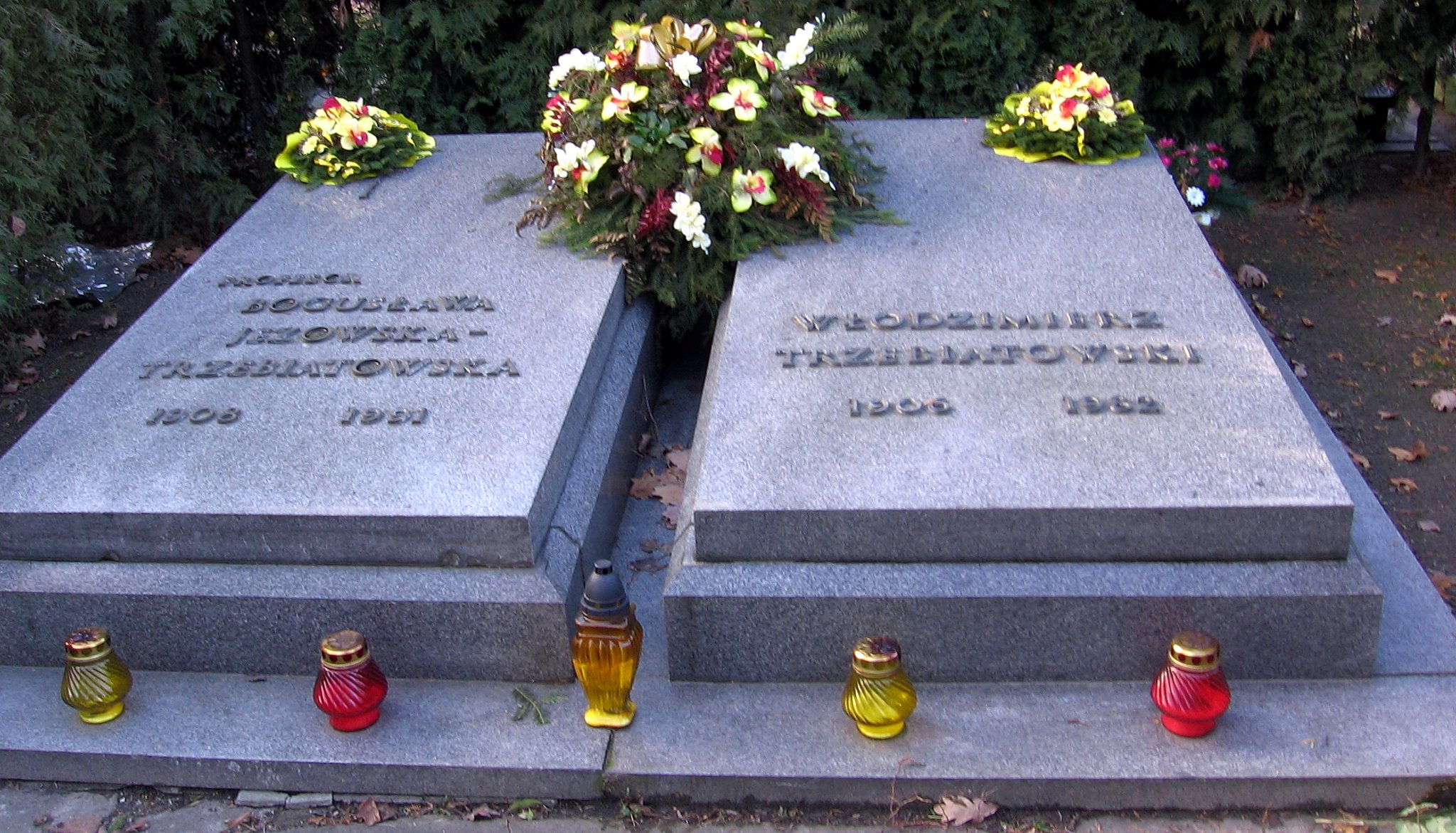
Grób Bogusławy i Włodzimierza Trzebiatowskich
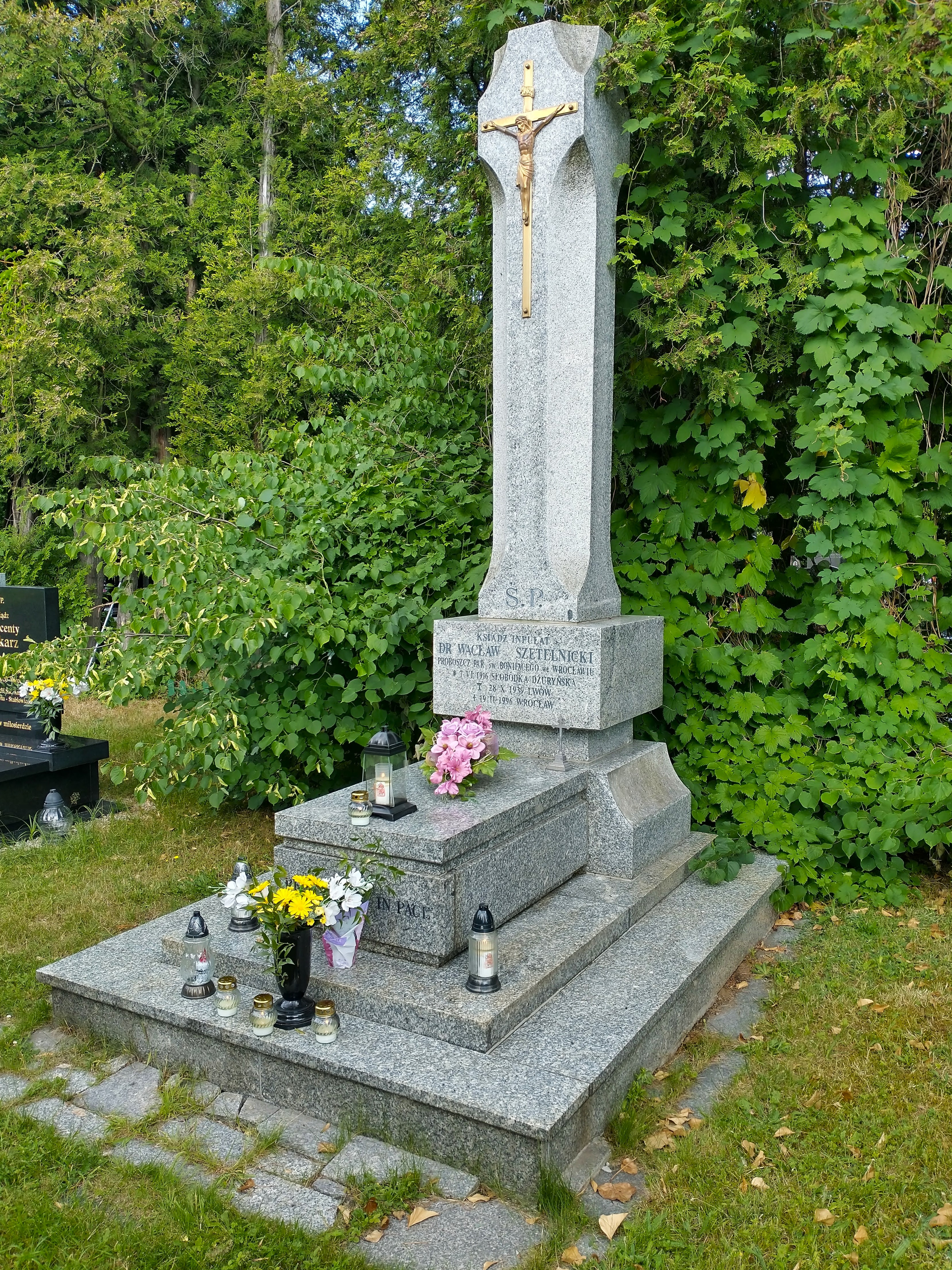
Grób księdza Wacława Szetelnickiego
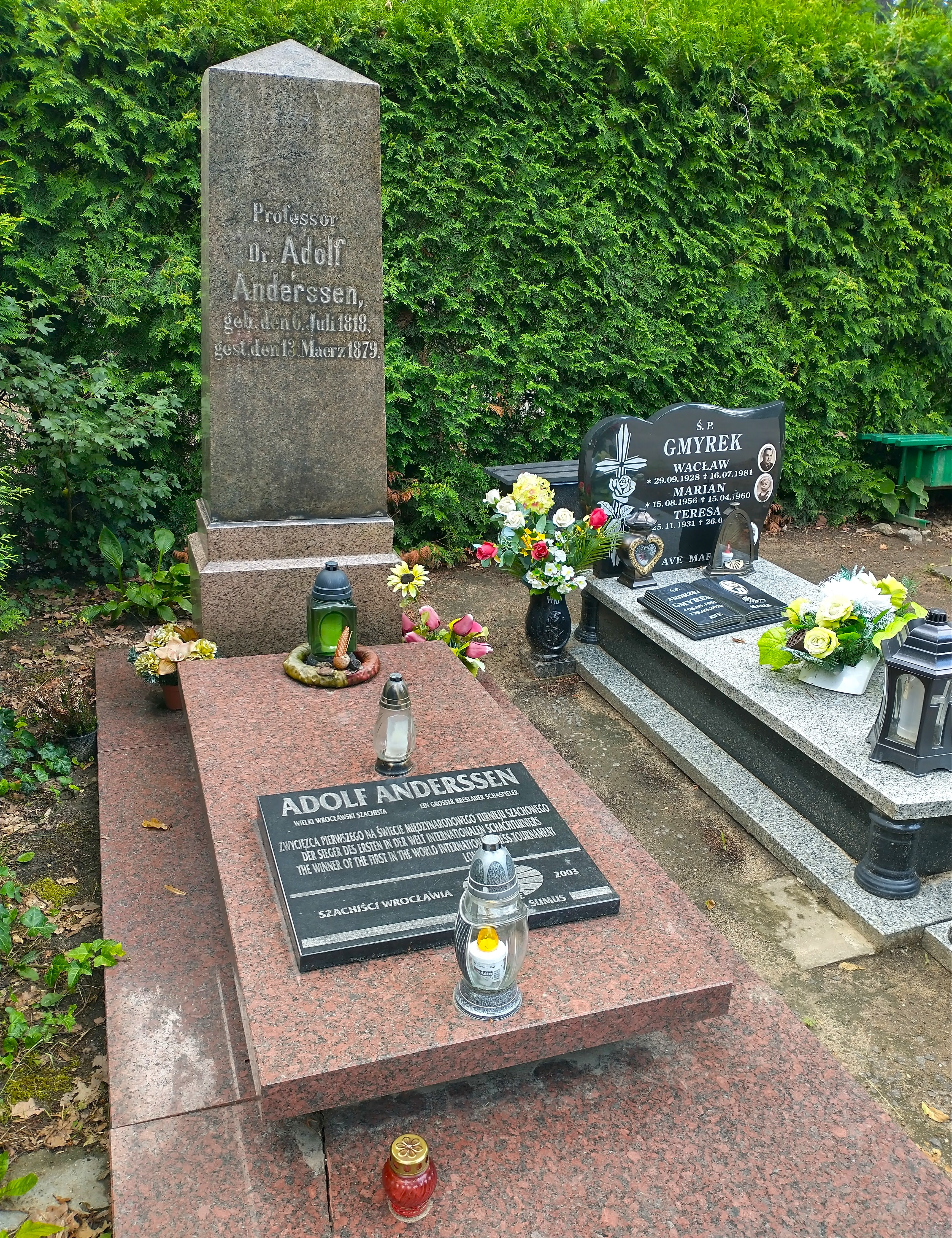
Grób szachisty, Adolfa Anderssena
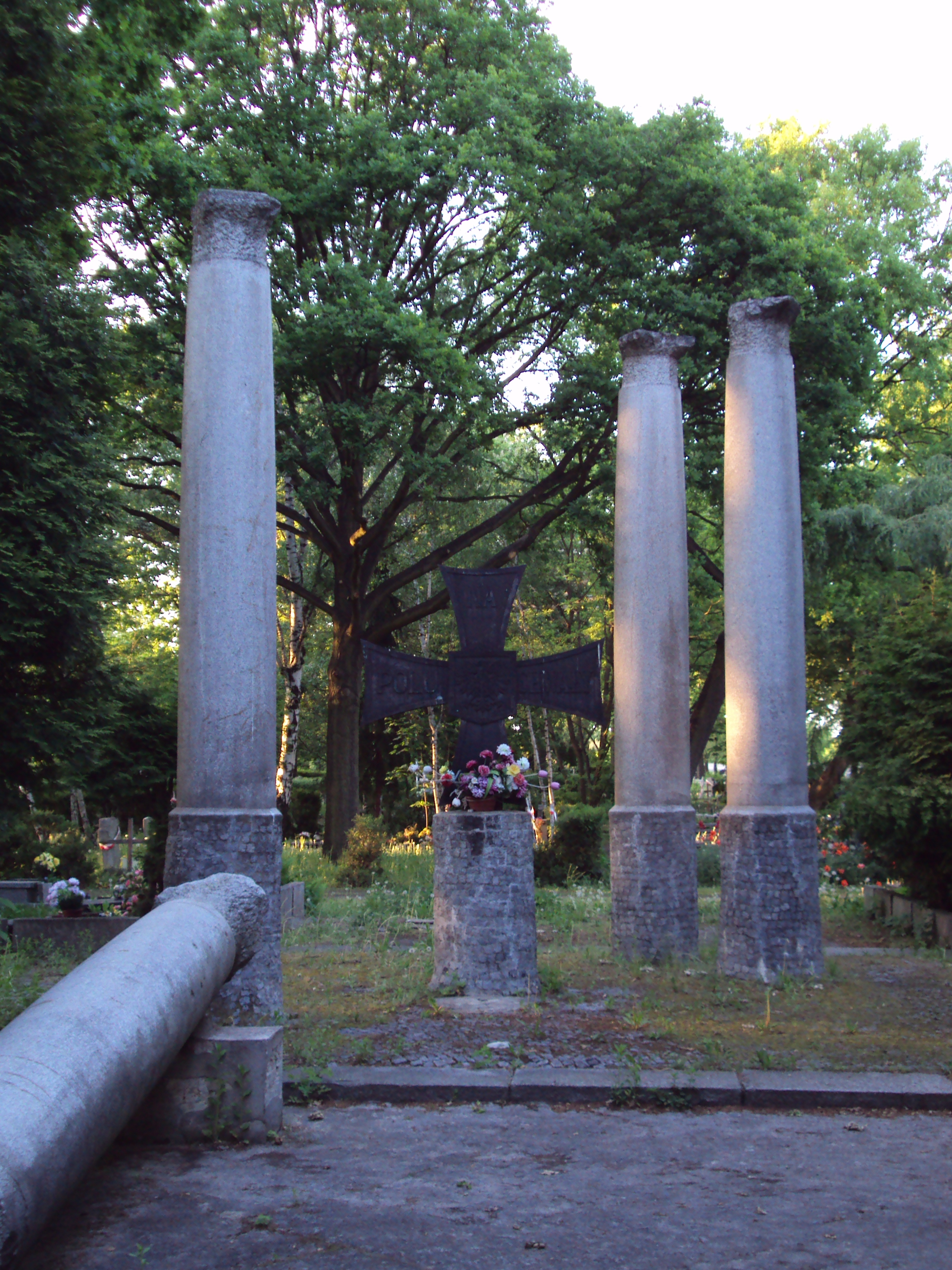
Kwatera kombatantów z pomnikiem w kształcie Krzyża Walecznych
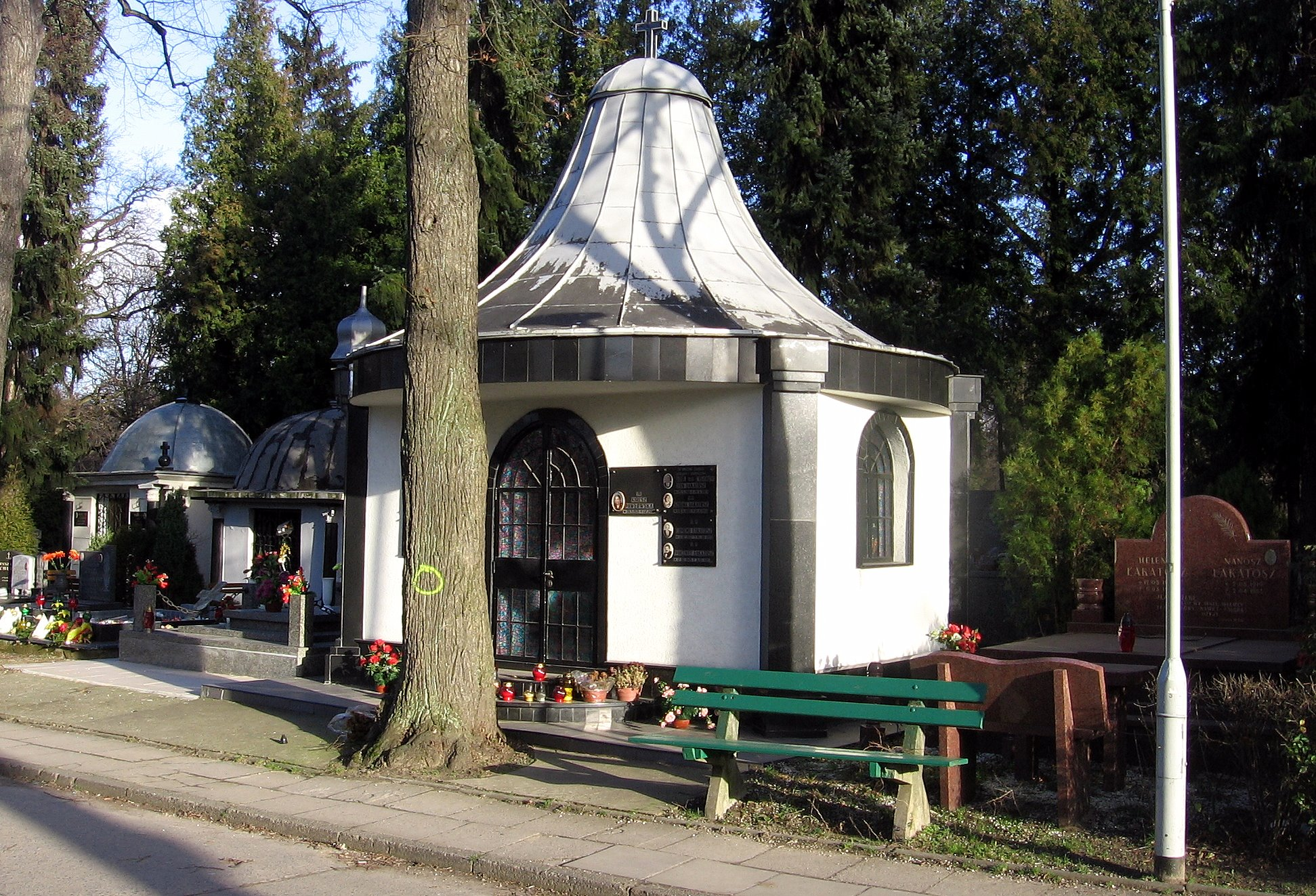
Kaplice grobowe Romów z „królewskich” rodzin Łakatoszów i Pawłowskich
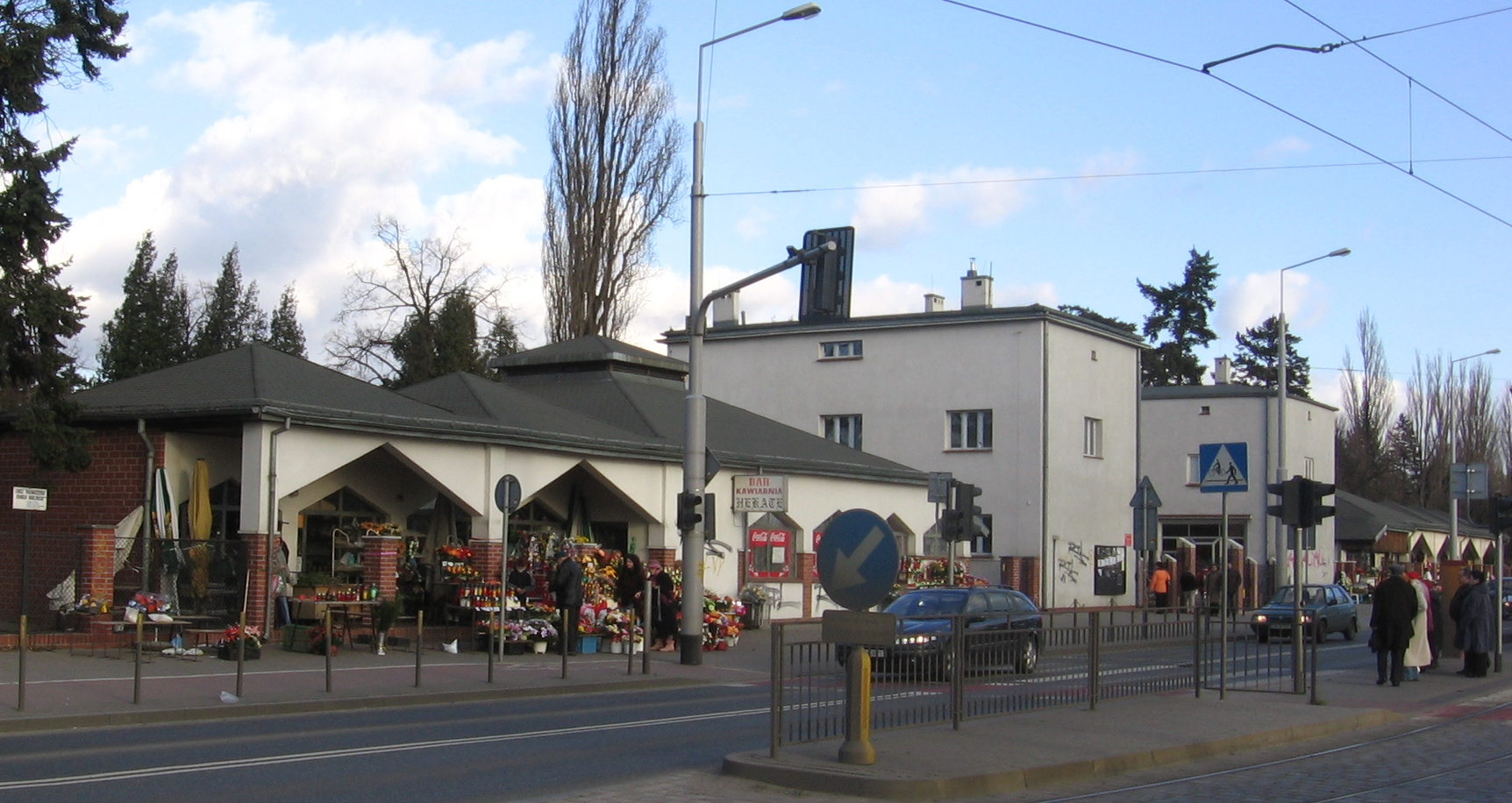
Wejście na cmentarz
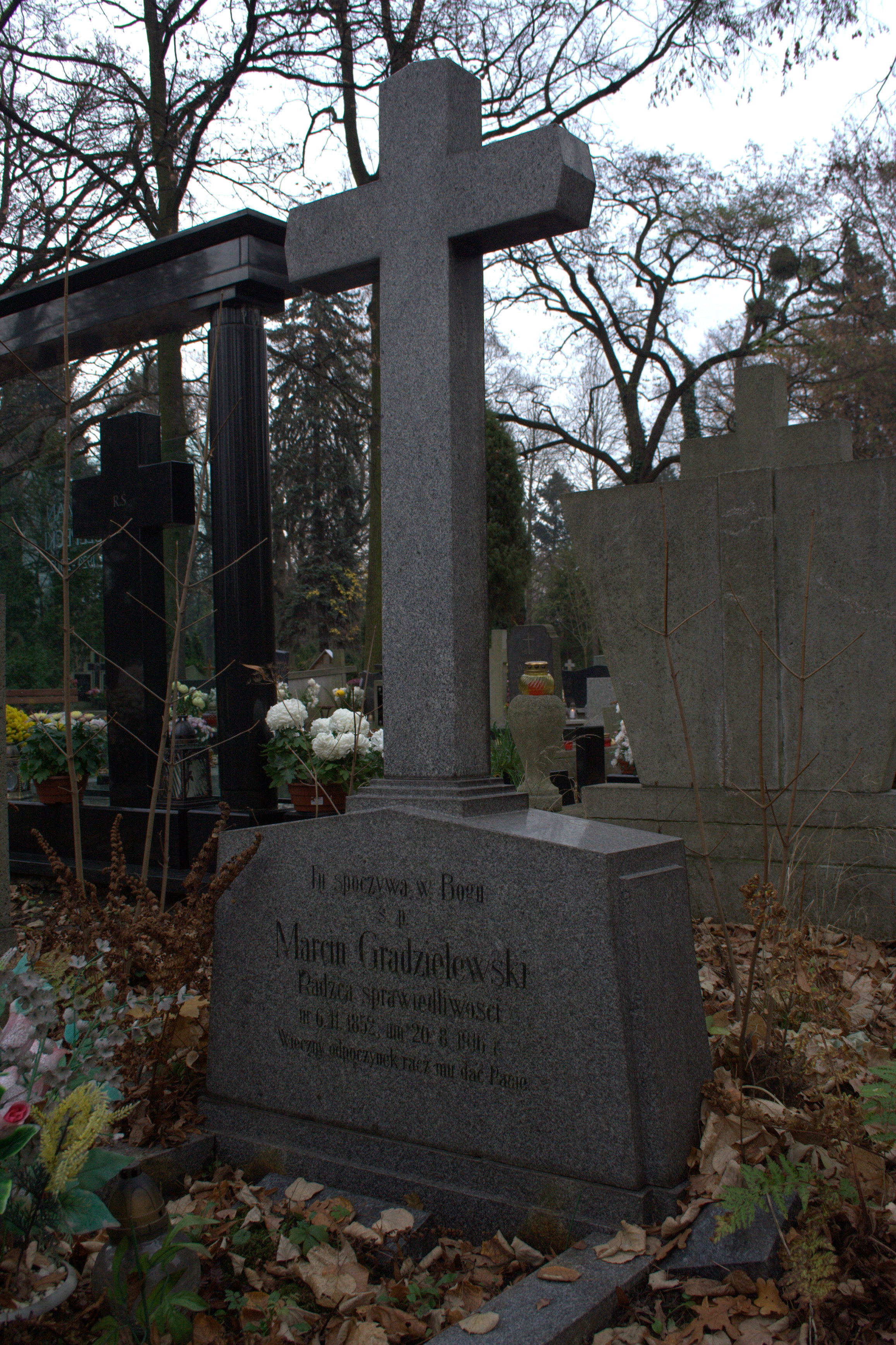
Grób Polaka z roku 1916, z napisami w języku polskim
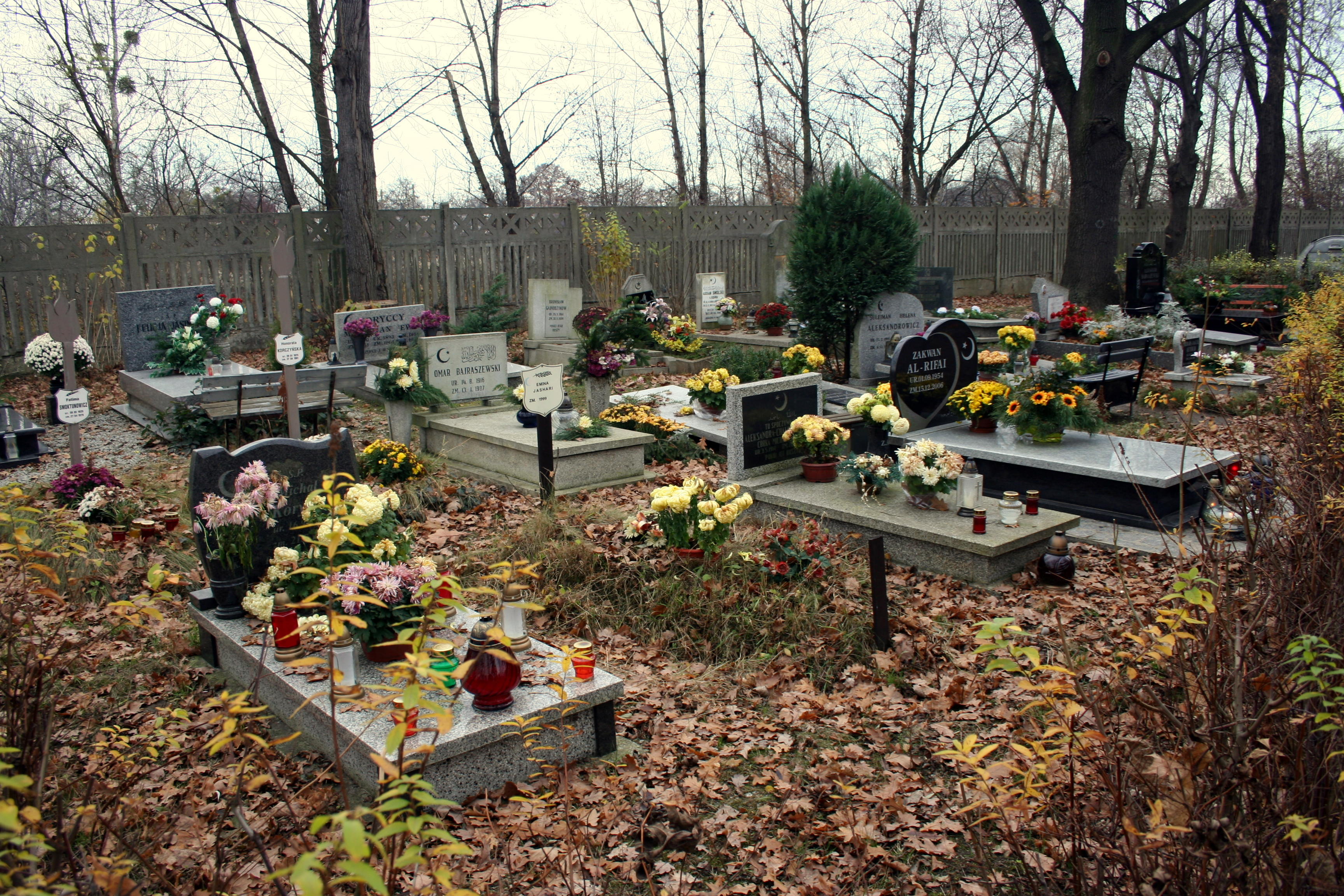
Kwatera muzułmańska